# آلان بوندو
آلان بوندو (بالفرنسية: Alain Bondue)‏ مواليد 8 أبريل 1959 في روبيه، هو دراج فرنسي سابق. سبق أن شارك في دورة الألعاب الأولمبية الصيفية وفاز بميدالية أولمبية.

## الميداليات
| الميدالية | المسابقة                       |
| --------- | ------------------------------ |
| فضية      | الألعاب الأولمبية الصيفية 1980 |